# مساحة طابقية (بناء)

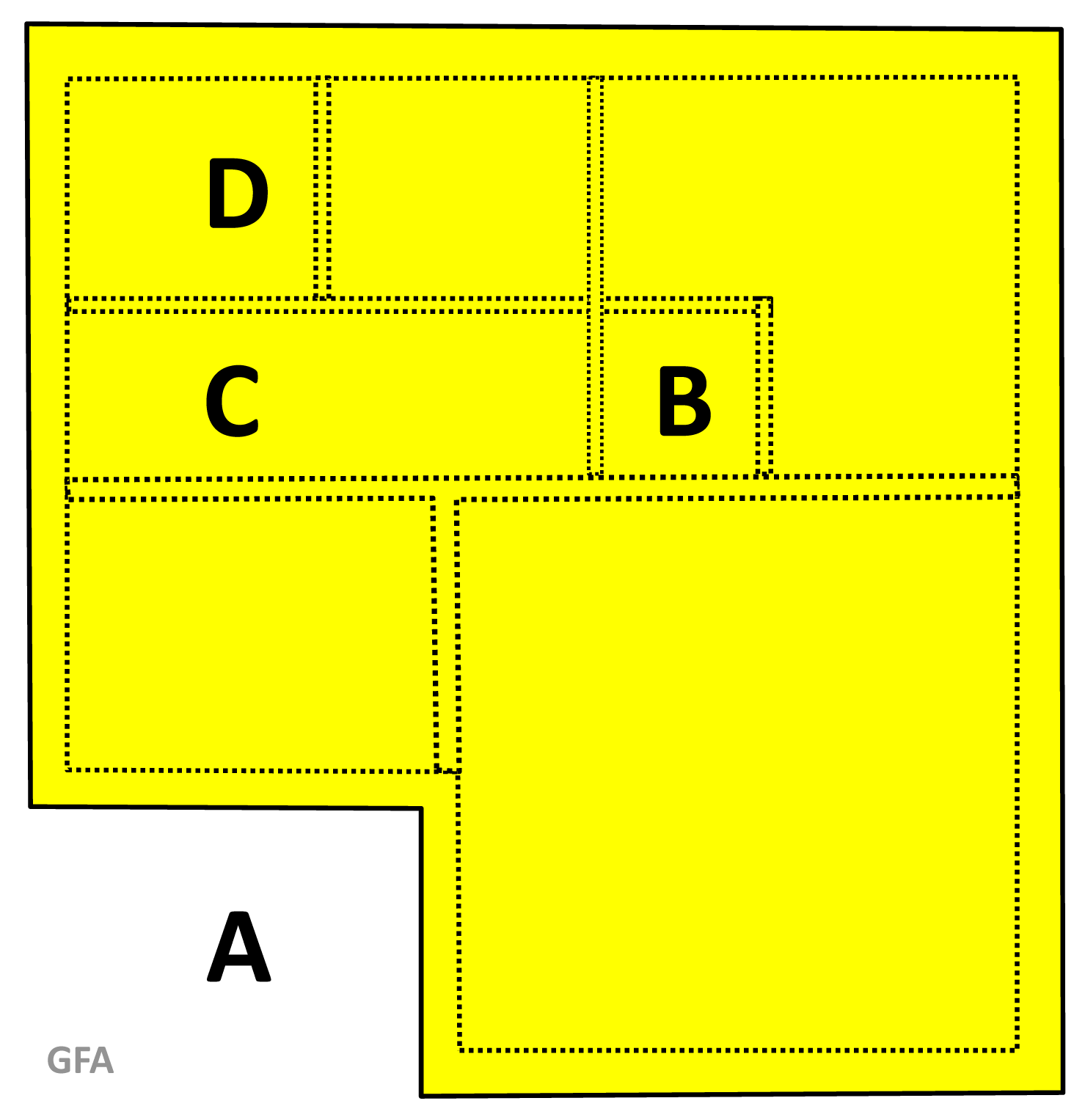
قياس لمساحة طابقية

المساحة الطابقية (بالإنجليزية: Floor area أو اختصارا GFA) هو مصطلح معماري، إنشائي، عقاري يعبّر عن مجموع مساحات البناء المسقوفة ضمن قطعة الأرض ولجميع طوابق البناء. ويستثنى كل جزء من حساب المساحة الطابقية إذا كان مستثنًا من حساب البناء، كما أن هناك استثناءات أخرى لاتدخل ضمن حساب المساحة منها طابق الأقبية وطابق السطح وكل أو بعض طوابق التسوية حسب الحالة. ويُسمى حاصل قسمة مجموع المساحات الطابقية ضمن قطعة لأرض على مساحة قطعة الأرض: النسبة الطابقية للبناء.